# 扁秆薹草
扁秆薹草（学名：Carex planiculmis）是莎草科薹草属的植物。分布在朝鲜、俄罗斯远东地区、日本以及中国大陆的河北、辽宁、黑龙江、吉林、陕西等地，生长于海拔1,100米至1,850米的地区，多生在溪边、沟边及林下潮湿处，目前尚未由人工引种栽培。